# Touchdown
Et touchdown er den primære form for scoring i amerikansk fodbold. Den udføres ved at føre den ovale bold ned bag modstanderens mållinje, og giver seks point. Efter scoring af et touchdown får det scorende hold mulighed for at score et såkaldt ekstrapoint på et kort field goal. Et ekstrapoint giver ét point.
I stedet for at forsøge et ekstrapoint kan det scorende hold også forsøge en two-point conversion. Dette medfører, at holdet skal forsøge at føre bolden over mållinjen ved ét normalt spil. En two-point conversion giver to point.